# Імперативний мандат
Імперати́вний манда́т — правило, згідно з яким депутат представницького органу влади зв'язаний наказами виборців і протягом усієї своєї діяльності відповідальний перед ними. При цьому законодавчо закріплена можливість дострокового відкликання депутатів, що не виправдали довіри виборців. Імперативний мандат існує, в основному, в соціалістичних, але подекуди і в деяких інших країнах. У державах ліберальної демократії імперативний мандат, як правило, не застосовується через його протиріччя принципу національного представництва. Одним з винятків є імперативний мандат в одній з палат парламенту Німеччини — бундесраті, що формується не виборцями, а урядами земель федерації: депутати зобов'язані дотримуватися рекомендацій своїх урядів.

## Імперативний мандат в Україні
Підставами для дострокового припинення депутатських повноважень в Україні є: виїзд за кордон на постійне місце проживання, заява про складання повноважень, вступ в дію обвинувачувального вироку, визнання судом депутата недієздатним, у випадку занять, що несумісні з депутатським статусом, а також у випадку смерті.
Що ж до депутатів місцевих рад, то 12 січня 2007 року Верховною Радою України був прийнятий закон про імперативний мандат для цих депутатів.
Щодо депутатів Верховної Ради Автономної республіки Крим, то, відповідно до закону, повноваження такого депутата припиняються достроково, без рішення Верховної Ради Автономної республіки Крим, у разі відкликання його політичною партією, (виборчим блоком політичних партій), за виборчими списками відповідної організації якої його обрано депутатом Верховної Ради Автономної Республіки Крим." При цьому депутат може бути відкликаний виборцями та відповідною політичною партією на підставі:
- порушення депутатом Конституції і законів України, інших актів законодавства України, Конституції та нормативно-правових актів Автономної Республіки Крим;
- незадовільне виконання депутатських обов'язків, визначених цим Законом та іншими законами України;
- використання депутатського мандата в особистих та корисливих цілях, систематичне порушення норм етики і моралі.